# Synagoge (Kolinec)

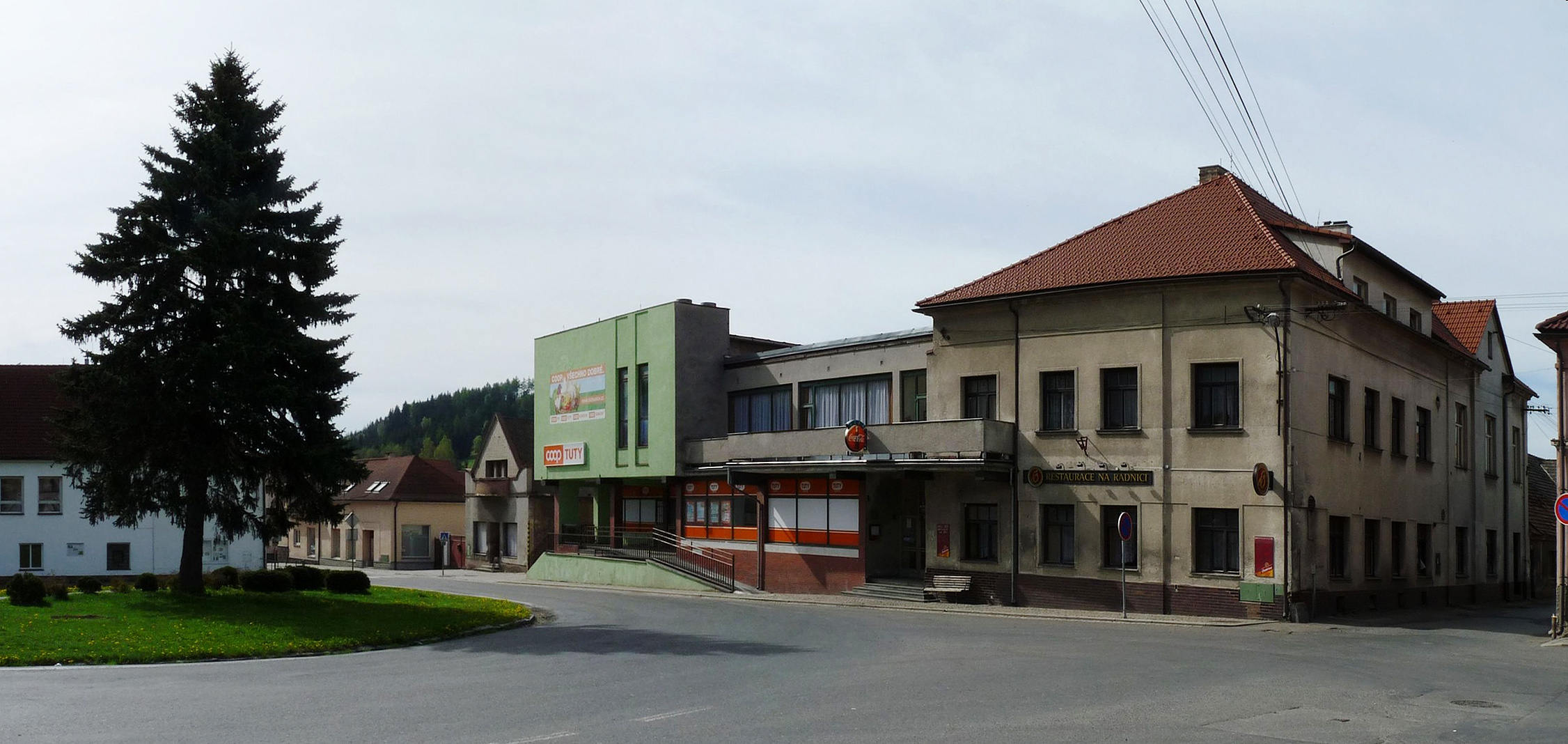
An der Stelle der ehemaligen Synagoge steht heute ein Supermarkt

Die Synagoge in Kolinec (deutsch Kolinetz, auch Kollinetz), Bezirk Okres Klatovy, Region Plzeňský kraj, Tschechien, wurde an der Wende des 18. zum 19. Jahrhunderts erbaut (einigen Quellen zufolge erst 1837) und bestand bis 1931. Das Grundstück wurde bereits 1793 erworben. Das im rokoko-klassizistischen Stil gehaltene Gebäude mit einem mansarde-ähnlichen Dach stand mitten im Ghetto im sogenannten „Judenhof“. Die Synagoge verfügte über keine Galerie für Frauen, die Räumlichkeiten für Männer und Frauen wurden durch ein Eisengitter abgetrennt. Nach 1919 wurde die Synagoge nicht mehr benutzt. Sie brannte 1931 vollständig aus und wurde kurz darauf abgerissen.